# Vaya Semanita
Vaya Semanita (VS) es un programa humorístico español emitido por el canal ETB2 del País Vasco.
Se estrenó en septiembre de 2003, pero tras su baja audiencia en la novena y décima temporada, el programa fue cancelado en febrero de 2013. Regresó a la programación de ETB2 en junio de 2015 y permaneció otra temporada más hasta que se canceló nuevamente en enero de 2016. Regresó nuevamente en octubre de 2020 a través de eitb.eus, la web oficial de EITB.
En septiembre de 2024, se recuperó el programa con una serie de sketches en la noche de los jueves.
Era un programa semanal de sketches de humor variopintos que solían tratar la cultura y la vida cotidiana vasca, con temas tales como las relaciones de pareja, la amistad, el sexo, el trabajo, la inmigración, la política y la muerte. La clave del programa era el desenfado y la insolencia, burlándose de toda clase de temas y tabúes, incluso el terrorismo etarra.

## Historia
Desde su estreno en 2003, se convirtió en uno de los programas de más éxito en Euskadi. No obstante, se ha hecho también popular en toda España gracias a las continuas menciones en programas de zapeo y difusión a través de canales a nivel nacional.
A lo largo de sus diez temporadas sufrió varios cambios que afectaron al programa y a su audiencia. El programa comenzó en 2003, como se ha dicho, y fue presentado por Óscar Terol, quien se encargaba de las secciones y de las entrevistas que intercalaban los sketches, de los que también era guionista y actor. Al finalizar la segunda temporada, y con el brutal éxito acumulado, Terol y gran parte del reparto abandonaron el programa,en medio de una gran polémica, para fichar por la productora Bainet y desarrollar el mismo programa a nivel nacional en Televisión Española, bajo el nombre de Made in China.
Este hecho propició la desaparición de miniseries míticas del programa, como «La Cuadrilla», «El Pelanas», o «Los Santxez» y la evolución de la brutal sátira política hacia un humor más surrealista, que, manteniendo ciertas referencias políticas, se centró más en el costumbrismo y el surrealismo.
A partir de la tercera temporada, tras la marcha de Terol y el reparto clásico, este fue sustituido por un nuevo elenco, recayendo las labores de presentación y entrevistas en el (por aquel entonces) joven Andoni Aguirregomezkorta, quien había sido actor de reparto con el anterior equipo, aumentando su presencia en los sketches y sirviéndole de trampolín para su carrera.
En 2005 los productores vendieron sus derechos de autor a Telecinco para que estos creasen su propia versión llamada Agitación + IVA. A finales de 2009, se estrenó en Cuatro la versión nacional del programa, Vaya tropa.
El programa también ha sido emitido en diversos canales de alcance nacional, tanto en TDT: La Siete (últimas temporadas) y MTV España (primeras temporadas); como en plataformas de pago, Paramount Comedy. Anteriormente, también fue emitido por el ya extinguido canal Veo7. Actualmente (2023) puede verse en formato non-stop con canal propio en la plataforma gratuita PlutoTV, donde se emiten todas las temporadas disponibles.
A raíz del desgaste del programa y a las bajas audiencias cosechadas en el último año, ETB se planteó la idea de cancelar el programa. Finalmente, se decidió por darle un lavado de cara al formato, prescindir de casi todo el elenco de actores y llamarlo Vaya Semanita, cambio radical, que constituye la novena temporada del programa. En ésta destaca principalmente la ausencia de plató, por lo que toma relevancia únicamente los sketches. Tras el fracaso de esta temporada y la emisión de la décima, el programa fue cancelado en febrero de 2013.
Regresó a la parrilla de ETB 2 en junio de 2015 y permaneció en antena hasta que se canceló nuevamente en enero de 2016.
Volvió de nuevo en octubre de 2020 a través de eitb.eus, la web oficial de EITB, en forma de programas breves de 90 segundos con un único «sketch» para cada uno bajo el título Vaya Semanita Xtream.

## Características
La imparcialidad en temas políticos, que hace que los de un lado consideren a Vaya semanita enemigo del otro bando y viceversa, fue una clave de su éxito. Otro aspecto clave del programa fue el tratamiento humorístico de la violencia terrorista, lo que supuso una evolución de opinión respecto a la problemática política, y con ello una relativización social del asunto, muy enquistado hasta entonces en la mentalidad particular y social del País Vasco. Hasta el estreno de Vaya Semanita nadie había tratado el problema de ETA con humor, lo que impactó mucho en la sociedad vasca y contribuyó, en cierto modo, a prepararla para el fin del terrorismo. En este sentido, la labor de los autores (entre ellos Óscar Terol y Borja Cobeaga) tuvo una consecuencia en la sociedad, algo muy destacable al hablar de un simple programa de TV humorístico. El programa recibe críticas y elogios de cualquier sector.
Durante las primeras temporadas, los sketches más recurrentes eran Los Sánchez (aunque en la presentación tachara el «ch» por «TX») y El Pelanas (interpretado por Alejandro Tejería) junto con La Cuadrilla (sketch que llegó a ser el punto cumbre del programa). Más tarde, cuando varios de los actores abandonaron Vaya Semanita, se hicieron conocidos sketches como Los cuentos del aitite Arzalluz, La biblia contada a los vascos y Los jubilados de la valla. También se hacían recurrentes los chistes sobre la autopista A-8 y el carácter monopolizante de Dmitry Piterman.
Pero en la nueva temporada se cambiaron por Javier Clemente Presenta (espacio donde aparece personificado el entrenador contando historias), Euskolegas (que pasó a ser una serie independiente del programa), Los Buscapisos y Euskaltegi, además de Los Batasunnis y las distintas secciones presentadas por los actores.
Cada semana había un invitado que colabora en sus vídeos. Algunos son conocidos en la política vasca, y el que acudan por igual da cuenta del éxito del programa, desde Fernando Savater hasta Arnaldo Otegi. Otros son personajes del cine, la televisión y deportistas.
En muchos sketches se hace referencia a diversos personajes de la política, tales como Odón Elorza, Patxi López, Antonio Basagoiti, Alfredo Pérez Rubalcaba, Juan José Ibarretxe, Mariano Rajoy, José Luis Rodríguez Zapatero, el rey Juan Carlos I, etc. Algunas veces, estos personajes aparecen interpretados por actores, mayormente por Humberto Gutiérrez.
El programa utiliza nombres estándar para sus personajes, en casi todos los sketches los hombres se llaman Antxon Urrutia, Zubiri o Iñarritu y casi todas las mujeres Maite. Un pueblo muy utilizado en el programa es Amoroto (Vizcaya), lugar recurrente de las peripecias de los personajes.

## Actores
A partir de la tercera temporada, el programa sufrió un cambio total, ya que la mayoría de los actores se fueron a realizar el programa de La 1 Made in China, espacio que no funcionó y que obligó a sus componentes a trasladarse a otros programas. Óscar Terol se fue a trabajar a Antena 3. Dirigió un programa de sketches llamado The Barz, Alejandro Tejería colaboró con Santiago Segura en La Sexta en el programa Sabías a lo que venías. Gorka Otxoa trabajó en la serie Cuestión de sexo de Cuatro y Santi Ugalde participó en las series La tira y Qué vida más triste de La Sexta, donde interpretó al padre de Borja.
Sufrió otro cambio radical a partir de la novena temporada, donde se prescindió de la mayor parte del reparto anterior y se contrataron a nuevos actores para intentar remontar la mala racha del programa en los últimos años, sin éxito.
Desde la undécima temporada, el programa contó con la recuperación de antiguos miembros y el fichaje de otros nuevos.

### Temporadas 1-2

#### Presentación
- Óscar Terol
- Julián Azkarate
- Iñigo Agirre

#### Reparto
- Óscar Terol
- Nerea Garmendia
- Iñigo Agirre
- Alejandro Tejería
- Andoni Agirregomezkorta
- Gorka Otxoa
- Elisa Lledó
- Julián Azkarate
- Maribel Salas
- Santi Ugalde
- Kike Biguri
- Ignacio Fernández
- Irene Etxeberria
- Susana Soleto

### Temporadas 3-8

#### Presentación
- Andoni Agirregomezkorta

#### Reparto
- Andoni Agirregomezkorta
- Iker Galartza
- Javier Antón
- Itziar Lazkano
- Laura de la Calle
- Susana Soleto
- Manuel Elizondo
- Diego Pérez
- Ramón Merlo
- Julián Azkarate
- Charly Urbina
- Ángela Moreno
- Elisa Lledó
- Antonio Salazar
- Raúl Poveda
- Itziar Atienza
- Pablo Salaberri
- Mónica Monferrer
- Lander Otaola
- Leire Ruiz
- Qi Xie
- Isidoro Fernández
- Lierni Fresnedo
- Estíbaliz Gabilondo
- Humberto Gutiérrez
- Maialen Urretabizkaia
- Josu Urretabizkaia
- Julia López

### Temporadas 9-10
- Javier Antón
- Iker Galartza
- Maribel Salas
- Yannick Vergara
- Miriam Cabeza
- Óscar Terol
- Santi Ugalde
- Gorka Otxoa
- Alejandro Tejería
- Jon Plazaola
- Iñigo Salinero
- Yago Mateo
- Iván Villanueva
- Mauro Muñiz de Urquiza

### Temporadas 11-12
- Iker Galartza
- Asier Hormaza
- Miriam Cabeza
- Itziar Atienza
- Andoni Agirregomezkorta
- Humberto Gutiérrez
- Diego Pérez
- Leire Ruiz
- Maribel Salas

### Temporada 13
- Iker Galartza
- Miriam Cabeza
- Andoni Agirregomezkorta
- Maribel Salas
- Lorea Intxausti

### Temporada 14
- Andoni Agirregomezkorta
- Miriam Cabeza
- Maribel Salas
- Lorea Intxausti
- Javier Antón
- Diego Pérez
- Nerea Garmendia
- Tessa Andonegi
- Borja Pérez
- Pako Revueltas
- Xanti Korkostegi
- Leire Ruiz

## Espacios del programa
- Los Sántxez (Temporadas 1-2): las peripecias de una familia residente en Bilbao. A pesar de ser naturales de Salamanca, los hijos del matrimonio formado por Pepe y Mari han abrazado el nacionalismo vasco por distintas vías: Patxi es ertzaina y Antxón es borroka. Desaparece al final de la segunda temporada
- La cuadrilla (Temporadas 1-2): un grupo de chiquiteros (Antxon, Patxi, Peio y Joxepo) vive las aventuras más surrealistas que se puedan imaginar; la mayoría de ellas termina con la defenestración de Joxepo, miembro de la cuadrilla, de la misma manera que terminaba el personaje  Kenny McCormick en la comedia estadounidense South Park.  Desaparece al final de la segunda temporada
- El Pelanas (temporadas 1-2-9): Un delincuente apodado El Pelanas.
- Loca academia de ertzainas (temporada 1-2-9): parodia de Loca academia de policía. Varios ertzainas realizan diversas misiones.
- La Biblia contada a los vascos (Temporada 3): las historias bíblicas de siempre protagonizadas por vascos y versionadas a ese estilo. Por ejemplo, el Edén pasa a ser llamado "edén eusquérico".
- Los jubilados de la valla (Temporada 3): Karmelo e Inaxio son dos pensionistas que no se conforman con criticar sólo el trabajo de los obreros; su descontento abarca todas las profesiones.
- Cámara Vasca café (Temporada 3): parodia del programa televisivo Camera Café, ambientada en el Parlamento Vasco y protagonizada por seis representantes de los distintos grupos políticos que lo componen.
- En la cama con Dimitri (Temporada 3): el expresidente del Alavés imparte sus propios consejos sobre sexo.
- Las chicas del baño (Temporada 3): tres mujeres explican sus vidas cotidianas en un baño mientras se maquillan.
- Los cuentos del aitite Arzalluz (Temporada 4): los cuentos de toda la vida narrados por el antiguo líder del PNV.
- Euskolegas (Temporadas 4-5-¿10?): tres chicos de las distintas capitales vascas y una chica de Navarra comparten piso y un sinfín de situaciones atípicas. De esta miniserie se ha emitido un spin-off.
- Los Batasunnis (Temporadas 4-6-¿10?): sátira sobre el mundo del abertzalismo radical que tiene por protagonistas a dos borrokas: Jota y Ke, ambos parodia de Epi y Blas.
- Javier Clemente presenta... (Temporadas 5): el conocido entrenador da su propia versión de distintos títulos cinematográficos al estilo de Alfred Hitchcock.
- Euskaltegi (Temporada 5): un grupo de personajes variados asiste a clases para aprender euskera por diversas razones. Entre ellas: la admiración por el vascuence, el querer conseguir una mejor plaza en el partido político o como profesor.
- Los buscapisos (Temporada 5): una pareja de novios busca desesperadamente un lugar donde vivir.
- Los hombres del Farias (Temporada 5-6): cuatro estereotipos de la masculinidad se enfrentan a un mundo dominado por metrosexuales.
- El Jonan (Temporada 5-10): Jon Ander García "Jonan" y su amigo Borja Ibarra "Txori" son dos bakalas que viven en Baracaldo diversas aventuras en torno a los coches tuneados y los videojuegos. Y son parodia del Neng de Castefa.
- Antxón y Maite (Temporada 6-7): aventuras cotidianas de Antxon y Maite, dos jóvenes que viven juntos, y sus amigos Iñaki y Arantxa.
- Urrutia S.L. (Temporada 6): miembros de una peculiar empresa viven la incertidumbre de ver a ésta ser absorbida por una multinacional de Madrid.
- El txoko del miedo (Temporada 6): parodia de Cuarto milenio, en la que el periodista Iker Jiménez presenta situaciones cotidianas en forma de historias de terror.
- La historia de los Urrutia (Temporada 7): un padre de familia relata a sus hijos las vivencias de sus antepasados medievales en una sociedad no muy distinta a la actual.
- Euskera en 1.000 palabras (Temporada 7): curso básico que permite comprender de mejor manera algunas palabras en euskera y su uso en la vida cotidiana. Ejemplo: robo (en euskera: OTA), chapuza (en euskera: Calatrava) o lento (en euskera: Osakidetza)
- Antxonix y Boronix (temporada 8): parodia de las aventuras de Astérix y Obelix. Dos héroes locales defienden el único pueblo baskongalo que resiste al invasor romano.
- El hombre del oeste (temporada 8): Jon Olabe es un fanático del género western que vive su vida y sus constantes meteduras de pata como cualquiera de las películas del salvaje Oeste que ha visto en su vida.
- Divorciados (temporada 8): distintas personas que hablan sobre como viven su situación de divorciados, incluyendo las relaciones con sus ex-cónyuges y sus hijos.
- Juanito y el Yeti (temporada 8): Juanito Oiarzabal se queja del mundo mientras está en el Everest junto al Yeti.
- FP School Musical (temporada 8): parodia de High School Musical. Estudiantes de FP (Formación profesional) con números musicales.
- El nido de Patxi (temporada 8): Patxi, el personaje de la antigua sección de Euskolegas, vive ahora solo en su nueva vivienda de protección oficial. Tiene una guapa empleada del hogar sudamericana llamada Sheilys.
- El voceras (temporada 8): un hombre con la voz fuerte deja en ridículo a los demás diciendo sus secretos en alto.
- Los leones Athletic Club Bilbao (temporada 8): la vida de los jugadores del Athletic Club cuando están en los vestuarios o en su tiempo libre.
- Perdidos deluxe (temporada 8): parodia de la popular serie de televisión protagonizada por los famosos del mundo del corazón.
- Los ángeles de Patxi (temporada ¿9?): parodia de Los ángeles de Charlie. Un hombre, una mujer y un gay deberán hacer diversas misiones a las órdenes del entonces lehendakari del Gobierno Vasco, Patxi López.
- Los seguratas de Ajuria Enea (temporada ¿9?): Episodios de los guardias jurados de Ajuria Enea (residencia oficial del lehendakari del País Vasco).
- Loca academia de ertzainas (temporada ¿9?): parodia de Police Academy (franquicia). Varios ertzainas realizan diversas misiones.
- El último superviviente (temporada ¿9?): Antxon Gudari, el último superviviente vasco, intenta "sobrevivir" en diversas situaciones (relacionadas con la familia, el trabajo, las diversiones, etc.).
- La política explicada a los niños (temporada ¿9?): Explicaciones de la política usando ejemplos tomados de una escuela de primaria.
- El rincón del liberal (temporada ¿9?): Antxón Echevarría, un hombre de derechas, "explica" la postura de la derecha ante diversos temas.
- Nekane Amaya (temporada 10-12): una madre y una hija que son gitanas, tienen una cabra llamada Mari Jaia y se dedican a vender ropa en el mercadillo.
- Familiares de Valladolid y de Hernani (temporada 10-12): Una familia de Valladolid y Hernani que siempre se están peleando.
- Janire (temporada 12): una choni que es aficionada a las discotecas.
- GoreTB (temporada 12): una abertzale que tiene un canal de televisión llamado GoreTB.
- Eduardo Inda y Paco Marhuenda (temporada 12): Eduardo Inda y Paco Marhuenda se dedican a protestar a los invitados en La Sexta noche.
- Al Rojo Vivo (temporada 12): Ferreras se dedica a echarle la bronca al periodista.

## Audiencia
| Temporada | Temporada      | Programas | Estreno            | Cierre          | Audiencia media | Audiencia media | Audiencia media |
| Temporada | Temporada      | Programas | Estreno            | Cierre          | Espectadores    | Share           |                 |
| --------- | -------------- | --------- | ------------------ | --------------- | --------------- | --------------- | --------------- |
|           | 1              | 39        | Septiembre de 2003 | Junio de 2004   | 121 000         | 15,8 %          |                 |
|           | 2              | 44        | Septiembre de 2004 | Junio de 2005   | 129 000         | 16,1 %          |                 |
|           | 3              | 44        | Septiembre de 2005 | Junio de 2006   | 134 000         | 16,6 %          |                 |
|           | 4              | 43        | Septiembre de 2006 | Junio de 2007   | 131 000         | 16,3 %          |                 |
|           | 5              | 43        | Septiembre de 2007 | Junio de 2008   | 148 000         | 17,4 %          |                 |
|           | 6              | 44        | Septiembre de 2008 | Junio de 2009   | 152 000         | 17,2 %          |                 |
|           | 7              | 41        | Septiembre de 2009 | Junio de 2010   | 121 000         | 13,0 %          |                 |
|           | 8              | 42        | Octubre de 2010    | Junio de 2011   | 98 000          | 10,5 %          |                 |
|           | 9 (VScr)       | 12        | Noviembre de 2011  | Enero de 2012   | -               | -               |                 |
|           | 10             | 3         | Noviembre de 2012  | Febrero de 2013 | -               | -               |                 |
|           | 11             | 4         | Junio de 2015      | Junio de 2015   | 249 000         | 12,2 %          |                 |
|           | 12             | 19        | Septiembre de 2015 | Enero de 2016   | -               | -               |                 |
|           | 13 (VS Xtream) | 67*       | Octubre de 2020    | Enero de 2021   | -               | -               |                 |
|           | 14             |           | Septiembre de 2024 |                 | -               | -               |                 |
| Total     | Total          | 445*      | 2003               | -               | -               | -               |                 |

## Premios
- Premios ATV 2004, Mejor programa de entretenimiento autonómico.
- Premios Iparraguirre-Eusko kultura 2005, Mejor programa de televisión.
- Premio Ondas 2006, Mejor programa de televisión.
- Premios ATV 2007, Mejor programa de entretenimiento autonómico.